# General Packet Radio Service

Vergleich der maximal erreichbaren Bitraten bei verschiedenen Mobilfunkstandards. (logarithmische Darstellung)

General Packet Radio Service, abgekürzt GPRS (deutsch: „Allgemeiner paketorientierter Funkdienst“), ist die Bezeichnung für den Dienst zur Datenübertragung in GSM-Netzen. Diese Handy-Netz-Generation wurde 2001 weltweit gestartet.

## Datenübertragung
Im Gegensatz zum leitungsvermittelten (englisch circuit switched) Datendienst CSD ist GPRS paketorientiert. Das heißt, die Daten werden beim Sender in einzelne Pakete umgewandelt, als solche übertragen und beim Empfänger wieder zusammengesetzt.
Als Erfinder von GPRS gelten Bernhard Walke und Peter Decker.
Wenn GPRS aktiviert ist, besteht nur virtuell eine dauerhafte Verbindung zur Gegenstelle (sog. Always-on-Betrieb). Erst wenn wirklich Daten übertragen werden, wird der Funkraum besetzt, ansonsten ist er für andere Benutzer frei. Deshalb braucht kein Funkkanal dauerhaft (wie bei CSD) für einen Benutzer reserviert zu werden. Deshalb werden die Kosten für GPRS-Verbindungen üblicherweise nach übertragener Datenmenge berechnet, und nicht nach der Verbindungsdauer. Maßgeblich sind natürlich die individuellen Vertragskonditionen.

### Kanalbündelung
Die GPRS-Technik ermöglicht bei der Bündelung aller acht GSM-Zeitschlitze eines Kanals theoretisch eine Datenübertragungsrate von 171,2 Kilobit pro Sekunde. Im praktischen Betrieb ist die Anzahl der nutzbaren Zeitschlitze innerhalb eines Rahmens jedoch durch die Fähigkeit der Mobilstation (englisch multislot capability) und der Netze begrenzt. Am Markt befinden sich (Stand 2008) Geräte der Multislot Class 12 mit maximal je vier Zeitschlitzen im Downlink und im Uplink (jedoch gleichzeitig maximal 5 Zeitschlitze). Die damit erreichbare Datenübertragungsrate beträgt – abhängig vom verwendeten Kodierungsschema (hängt ab vom Signal und Rauschverhältnis) und der von der Netzauslastung abhängigen Anzahl der zugeteilten Zeitschlitze (Timeslots) – bis zu 53,6 kbps (bei 4 Zeitschlitzen und CS-2). Das entspricht in etwa der Geschwindigkeit eines V.90-Telefonmodems.

### GPRS-Kodierungsschemata
| Kodierungs- schema | Datenübertragungsrate (kbit/(s·Slot)) |
| ------------------ | ------------------------------------- |
| CS-1               | 09,05                                 |
| CS-2               | 13,40                                 |
| CS-3               | 15,60                                 |
| CS-4               | 21,40                                 |

### GPRS-Endgeräteklassen
Es existieren 3 verschiedene Endgeräteklassen, die die grundsätzlichen Fähigkeiten eines Endgeräts angeben. Die Endgeräteklasse wird mit einem Buchstaben angegeben:
- Class-A: Endgeräte der Klasse A ermöglichen es, gleichzeitig paket- und leitungsvermittelte Dienste zu nutzen. Das heißt, es können während eines Telefonats zusätzlich Daten übertragen werden.
- Class-B: Endgeräte der Klasse B können entweder einen paket- oder einen leitungsvermittelten Dienst nutzen, aber nicht beide gleichzeitig. Das heißt, dass während einer Datenübertragung ein Anruf zwar signalisiert werden kann; wird dieser angenommen, so können während des Telefonats keine Daten übertragen werden.
- Class-C: Endgeräte der Klasse C erlauben eine Datenübertragung lediglich, solange sie beim GPRS-Dienst angemeldet sind.

GPRS-fähige Mobiltelefone gehören zumeist zur Geräte-Klasse B (Stand 2008/09). Einige Nokia-Geräte, wie das N900, unterstützen Klasse A.

## Anwendung
Ungefähr seit dem Jahr 2000 unterstützen viele Mobiltelefone GPRS, etwa für die Betrachtung von WAP-Seiten. Der Multimedia Messaging Service (MMS) basiert ebenfalls auf GPRS. Oft kann auch ein Computer oder Handheld mit einem GPRS-fähigen Mobiltelefon verbunden werden, um diesem einen vollwertigen, wenn auch schmalbandigen, Internetzugang zu gewähren. Das Mobiltelefon fungiert dann als Modem.

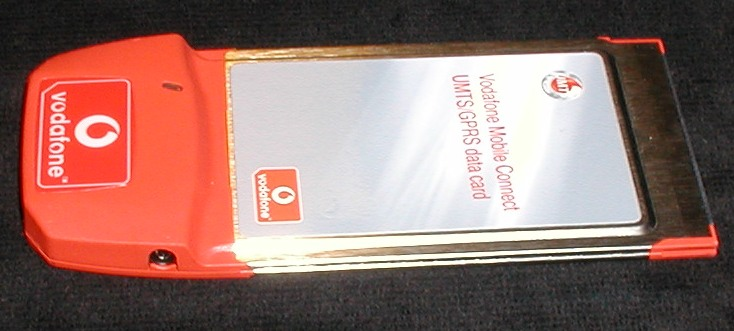
GPRS-Steckkarte für Notebooks

Bekannt sind auch kleine GPRS-Modems als Steckkarten für Notebooks.
Besonders geeignet ist GPRS auch für Fernwirkaufgaben. In der Regel wird hier nur eine geringe Bandbreite benötigt, die Übertragungsgeschwindigkeit spielt dabei eine untergeordnete Rolle. Größte Vorteile von GPRS im Bereich Fernwirken sind die Netzabdeckung und die Verfügbarkeit von GSM sowie die geringeren Investitionen im Vergleich zu anderen Übertragungstechniken.
Ein weiterer Anwendungsfall ist die Ortung von Fahrzeugen und Objekten, bei der GPRS zur Übertragung von Positions- und Telemetriedaten benutzt wird.
Weiterhin wird das GPRS-Datennetz für den Mobilfunkdienst Push-to-talk genutzt.

## Netzarchitektur

Einbindung des GPRS (SGSN, GGSN, MMSC) in das GSM-Mobilfunknetz

Der paketvermittelnde Dienst GPRS baut auf dem GSM-Mobilfunknetz auf, benötigt aber zusätzliche Netzelemente: Die PCU (Packet Control Unit), den SGSN (Serving GPRS Support Node) und den GGSN (Gateway GPRS Support Node) (beide werden nachfolgend erklärt).

### Schnittstellen der GSN (GPRS Support Nodes)
Die GSM-Richtlinien wie auch WPP3G (der GSM-Nachfolger für UMTS) definieren Schnittstellen zwischen den verschiedenen Netzelementen. Die folgende Liste führt die gebräuchlichsten Schnittstellen (Signalisierung) und Verbindungen (Signalisierung und Nutzdaten) auf. Die weitgehend englischen Begriffe sind dem Regelwerk GSM Recommendations entnommen. Eine Übersetzung ist nicht immer sinnstiftend.
- Ga: Schnittstelle der SGSN und GGSN zur Charging Control Function, also der Gebührenerfassung
- Gb: Verbindung der SGSN zur BSC, Frame Relay oder IP für Nutzdaten und Signalisierung
- Gd: Schnittstelle der SGSN zum SMSC (Short Message Service Centre), wird noch selten genutzt
- Ge: Schnittstelle der SGSN zu CAMEL (intelligente Netzfunktionen)
- Gi: Verbindung der GGSN zu den ISP (Internet Service Provider) und zu Firmennetzen (Corporate Network), aber auch zu Anwendungsservern wie MMSC (Multimedia Messaging Center), WAP-GW (Wireless Application Gateway).
- Gn: Verbindung zwischen SGSN und GGSN, meist ATM oder IP (Internet Protocol), für Nutzdaten und Signalisierung
- Gp: Verbindung der SGSN zu GGSN anderer PLMNs (etwa für internationales Roaming)
- Gr: Verbindung der SGSN zum HLR (hier liegen die Teilnehmerdaten und QoS Profile)
- Gs: Schnittstelle der SGSN zur MSC, wird für kombinierte Netzanmeldungen in den GPRS Netzmodi 1 und 3 benötigt
- Gx und Gy: Schnittstellen der GGSN zur Charging Control Function (Gebührenerfassung). Diese beiden Schnittstellen sind eher für intelligente Dienste (unterschiedliche Gebühr je nach Anwendung) gedacht, während die SGSN meist nur nach Übertragungsvolumen abrechnet.
- Iu(PS): Verbindung der SGSN zum RNC, ATM oder IP für Nutzdaten und Signalisierung
- LIC: Legal Interception Center (Abhören von Datenverbindungen durch den Staat)
- S3: Schnittstelle zum MME in LTE-Netzwerken (Nutz- und Signalisierungsdaten über IP)

### SGSN (Serving GPRS Support Node)
Die BSC koppeln die GPRS-Paketdaten aus und leiten diese über Frame-Relay- oder IP-Verbindungen an den zuständigen Serving GPRS Support Node (SGSN) weiter. Jeder SGSN verwaltet den GPRS-Datenverkehr für eine größere Anzahl von BSCen. Sofern die Gb-Schnittstelle über IP statt Frame Relay geleitet wird, kann eine BSC mit einer Gruppe von SGSN kommunizieren. Man spricht dann von „SGSN in Pool“ oder „Gb flex“. Damit wird das Netz ausfallsicherer, und die Last kann besser zwischen den SGSN verteilt werden.
Ein SGSN hat für GPRS-Datenkommunikation eine ähnliche Funktion wie ein MSC für Sprachkommunikation. Der SGSN organisiert das Einbuchen von Teilnehmern für GPRS-Dienste, den Wechsel von Funkzellen und SGSN-Bereichen (GPRS-Routing Area Update bzw. GPRS-Cell Reselection) und das Routing von GPRS-Daten. Ein SGSN nutzt hierfür folgende Schnittstellen:
- Frame-Relay- oder IP-Schnittstellen zu den BSC
- SS7- und SIGTRAN-Strecken (SS7 over IP) zum eigenen Signalisierungsnetz, um z. B. mit Hilfe der HLR Teilnehmerdaten und -standorte zu verwalten und Service-Knoten des GSM-Netzes ansprechen zu können.
- IP-Strecken zu weiteren GPRS-Netzelementen, wie z. B. dem GGSN um Daten mit dem Internet, Firmennetzen, WAP-Servern usw. austauschen zu können.
- IP-Strecken zu den GGSNs ausländischer Netze, um Teilnehmern aus fremden Netzen, die sich im eigenen Netz befinden (Roaming), den Zugriff auf GPRS-Dienste ihres Heimatnetzes zu ermöglichen.

### GGSN (Gateway GPRS Support Node)
Die GGSN (Gateway GPRS Support Node) stellen die GPRS-Datenverbindungen zu netzinternen Diensteplattformen oder zu Datennetzen her. Ein GGSN hat folgende Schnittstellen, welche alle auf IP basieren:
- Schnittstellen zu den SGSN des eigenen Netzes
- Schnittstellen zu den SGSNs ausländischer GPRS-Netze, um den eigenen Teilnehmern die Nutzung der GPRS-Dienste vom Ausland aus zu ermöglichen.
- Schnittstellen zu Online-Abrechnungssystemen (Traffic Analyser, Charging Gateway), um GPRS-Benutzung mengenmäßig oder auch zielspezifisch abrechnen zu können.
- Schnittstellen zu GPRS-Diensteplattformen (z. B. WAP-Server, MMSC)
- Schnittstellen zu Datennetzen (Internet, Firmennetze)

Der Zugang zum GPRS-Netz erfolgt über einen Zugangspunkt, der Access Point Name (APN) genannt wird. Die Zuordnung von APN zu einem Teilnehmer erfolgt über die Teilnehmerdaten, die im HLR gespeichert werden. Ein Teilnehmer kann dabei mehrere APN nutzen.